# شمعية جبلية
شمعية جبلية (الاسم العلمي: Oreocereus)، جنس من الصبار. يوجد فقط في المرتفعات العالية في جبال الأنديز. الاسم العلمي مكون من البادئة اليونانية Oreo- (ὀρεο-، الجبل) [1] واللاتينية الجديدة cereus، والتي تعني الشمع.
نظرًا لأنها مغطاة بزغب أبيض صوفي (أشواك محورة)، فإن بعض الأنواع في هذا الجنس تُعرف أحيانًا باسم صبار الرجل العجوز، وهو اسم عام يشير أيضًا إلى Cephalocereus senilis أو Espostoa lanata. نادرًا ما يستخدم اسم الرجل العجوز الجبلي أيضًا لبعض الأنواع.

## المرادفات
ضُمنت الأجناس التالية في هذا الجنس:
- Arequipa ناثانيال لورد بريتون & جوزيف نيلسون روز
- Arequipiopsis Kreuz. & ألبرت فريدريك هندريك
- Morawetzia كورت باكيبرغ
- Submatucana كورت باكيبرغ